# わざと見せてる? 加茂井さん。
『わざと見せてる? 加茂井さん。』（わざとみせてる かもいさん）は、エム。による日本の漫画。『月刊アクション』（双葉社）にて、2018年7月号から2024年4月号まで連載後、同誌の休刊に伴い『漫画アクション』（同社）へ移籍し、2024年No.7から連載中。2023年12月時点で電子版を含めた累計部数は46万部を突破している。

## あらすじ
クラスで目立たない存在の主人公・須藤靖幸は、校内で目立つギャル・加茂井由紀と席が隣であり、須藤が学校で漫画を描いていたことがきっかけで、それまで話したことがなかった二人は親交を深めていくことになる。

## 登場人物

### 2年生→3年生
須藤靖幸（すとう やすゆき）
本作の主人公である中学生。地味な外見をしており、自分を「下の中」だと卑下している。漫画を描くことが好き。真壁にお願いされて美術部に入部することとなる。
あくまで漫画を描くのは趣味であったが由紀との交流をきっかけに真剣に漫画家を目指し始める。

加茂井由紀（かもい ゆき）
2年生および3年生において須藤の隣の席に座る女子生徒。校内では目立つ存在のギャルだが2年時はクラスの女子にはあまり馴染めず浮き気味だった。須藤が美術部に入部したことで帰宅部が自分一人になったことから、由紀自身も美術部に入部することとなる。両親は離婚しており、現在は父親と姉と暮らしているが、クラスメイトに家族について話すことはあまりない。
勉強や運動は苦手だが父子家庭で家事全般を担当しているため同級生が感心するほどの料理の腕前である。

大原佳代子（おおはら かよこ）
2年生における須藤のクラスメイト。クラスでは委員長を務めており、クラスメイトからも「委員長」と呼ばれている。バドミントン部に所属している。利音に対して好意を抱いている。
須藤とは幼稚園から中2まで同じクラスであり幼馴染。

青木利音（あおき りおん）
2年生における須藤のクラスメイト。サッカー部に所属している。容姿端麗で頭脳明晰なうえにスポーツ万能でもあることから、由紀は彼を「リアル出木杉君」みたいだと表現している。中学に入ってからニキビができたことをとても気にしている。
親の仕事の都合により3年進級時に東京へ引っ越す。
利音という名前はプロレスラー・三沢光晴のリングネームに由来している。

小野法吉（おの のりよし）
2年生および3年生における須藤のクラスメイト。野球部のエースであり、女子からの人気も高い。
由紀に好意を寄せており二年時と三年時に告白していずれも振られている。
須藤を君付けで呼ぶなど誰にでも優しい好青年だが内面では由紀と親しい須藤に嫉妬し見下した感情を持つ様な一面も持っている。
市毛（いちげ）
2年時の須藤と由紀のクラスメイト、サッカー部に所属している。リオンと由紀とは幼馴染。
内間（うちま）
2年時の須藤と由紀のクラスメイト、サッカー部に所属している。須藤とは同じ小学校。

新沼昭和（あらぬま てるかず）
須藤の友人。生徒会副会長を務めている。コミュ力が高く誰とでもすぐに親しくなれる。

米山芳江（よねやま よしえ）
3年生における須藤のクラスメイト。1学年先輩のジュンヤと交際している。周囲からは「よっさん」と呼ばれている。

鷹杉佐奈（たかすぎ さな）
地味系な見た目だが、周囲が目を引くほどの長身（3年生の時点で182センチメートル）な女子生徒。 生徒会役員を務める。アニメや漫画にかなり詳しく、須藤ともその話で盛り上がった。須藤同様漫画家を目指しており賞を受賞するなど須藤よりレベルは高い。

鹿島明希（かしま あき）
3年生における須藤のクラスメイト。元陸上部員だったが3年生になって退部し、その後美術部へ入部した。訛りの強い方言で話す。一見すると不愛想に見えるが、実は素直な性格をしている。陸上部退部を機に自分を変えようと由紀に弟子入りしたため由紀を「師匠」と呼んでいる。

雑賀麻百合（さいか まゆり）
3年生における須藤のクラスメイト。由紀と並ぶ男子人気ツートップの一人。佐奈とは幼馴染だったが、次第に疎遠となった。本来は一重まぶただがアイプチを使わず自力で二重にすることができる、しかし何かの衝撃ですぐに一重に戻ってしまう（本人曰くもう瞼がガバガバとのこと）。

神崎京也（かんざき きょうや）
3年生における須藤のクラスメイト。ジュンヤの弟で兄と同じく素行の悪い生徒。従姉妹のサーヤとともにバンドを組んでいる。退屈な学園生活に嫌気がさしていたが漫画家の夢を持つ須藤に興味を持ち次第に親しくなる（由紀から見ると「BL並みに仲が良い」らしい）。

内中原千鶴（うちなかばら ちづる）
3年生における須藤のクラスメイト。生徒会会長を務めている。厳格な性格で生徒から恐れられているが、一部の男子からは絶大な人気を誇る。「生活態度のみで会長まで上り詰めた」と言われるほど成績は悪い。

春日・ケヴィン・光喜（かすが・ケヴィン・こうき）
3年生における須藤のクラスメイト。生徒会副会長を務めている。クラス一の巨根。

黒田恵子（くろだ　けいこ）
3年生における須藤のクラスメイト。放送部に所属し給食時に流れるラジオドラマの脚本を書いている短髪の女子生徒。他薦により文化祭でのクラスの演劇の脚本を須藤と共に手掛けることになる。

石橋明則（いしばし　あきのり）
地味で目立たない3年時における須藤のクラスメイトだったがある事件を起こした事で2学期開始直後に転校する。

### 1年生→2年生
大原奈津子（おおはら なつこ）
佳代子の妹。美術部に所属している。由紀からのスキンシップに悩まされている。須藤曰く、姉と目つきがそっくりであるとのこと。中学に入ってからあまり友達が出来ないことを気にしていたが、由紀と知り合いであることがきっかけで友達ができた。
作中では度々、1年後の大きく成長した彼女の姿が描かれている。

青木乃亜（あおき のあ）
利音の妹で学年で最も目立つ存在であることから「加茂井さん2世」と呼ばれている。
東京に引っ越してからは周囲の環境になじめず不登校になる。

猫口（ねこぐち）、よっぴー
奈津子の友人。2年時クラス替えで疎遠になった奈津子の成長ぶりに困惑する。ネコ口の方がよっぴー。

### 3年生→卒業
神崎ジュンヤ（かんざき ジュンヤ）
同学年の中で一番の不良と噂されている男子生徒。キョウヤの兄。カメラマンになるために中学卒業後は海外に行くと言っているが、由紀によると少し前まで靴職人になりたかったとのこと。1学年後輩の芳江と交際している。
元々はサーヤのバンドメンバーだった。

### 教師
松田譲司（まつだ じょうじ）
須藤と由紀のクラスの担任を務める中年教師。陸上部顧問。由紀からは松ちゃん、陸上部員からはジョージと呼ばれ慕われている。由紀の良き理解者。独身。

真壁文代（まかべ ふみよ）
美術部顧問。巨乳で男子生徒からの人気が高い。3年時からは須藤と由紀のクラスの副担任を務める。

笹井修治（ささい しゅうじ）
体育教師。妻子持ちである。

### その他の登場人物
サーヤ
京也とジュンヤの従妹。30歳までのプロデビューを目指しバンド活動していたが叶わなかった。元引きこもり。

津山（つやま）
利音が通い須藤と由紀も春期講習を受けた学習塾の教師。利音と交際することになる。

仲邑（なかむら）
須藤が投稿を続ける漫画雑誌「月刊ハクション」の編集者。須藤に漫画家としての才能を感じ担当となるが描きたい漫画が定まらない須藤に厳しい言葉を浴びせる。
加茂井真紀（かもい まき）
由紀の姉。妹とは真逆のダウナー系の性格。母親とは不仲の模様。
大原育子（おおはらいくこ）
佳代子、奈津子の妹で中学一年生。

## 制作背景
作者によると、担当編集者から流行りの「ギャルもの」作品を提案されたことで本作の連載がスタートしたという。作者はそれまで漫画やアニメ作品に登場する「流行りのギャル」についての知識が乏しかったため、自身の学生時代にいた「ギャルっぽい女子」をモデルにして加茂井由紀というキャラクターを作り上げていった。
本作は基本的に作者の学生時代の思い出が元になっているが、作者自身が中学3年間を柔道に費やしていたことからラブコメチックな思い出は皆無であり、担当編集者もそれが本作がラブコメに振り切れていない要因ではないかと話している。
本作は1話の中に複数のサブタイトルがあるという構成になっている。作者の前作『純潔のS子ちゃん』（以下、「S子ちゃん」）の連載開始時に本作の連載が確定したことから、アシスタントを雇う余裕もなかったことでスケジュールが逼迫し、先に開始していた「S子ちゃん」を約20ページ1話形式に、本作を約10ページ1話形式のショート漫画にする予定となった。しかし、本作の連載開始前に「S子ちゃん」が打ち切りとなり、本作のショート漫画形式を今更変えることが憚られたためこのような構成となった。

## 評価
フリーライターの五十嵐大は本作について、一見するとただのエロ漫画のように見えるが、誰に対しても分け隔てなく接する加茂井を通じて須藤自身も次第に変化していく様が描かれており、「キラキラするようなボーイミーツガール」だと評している。

## 書誌情報
- エム。 『わざと見せてる? 加茂井さん。』 双葉社〈アクションコミックス〉、既刊12巻（2025年3月13日現在）
  1. 2018年12月12日発売[30]、ISBN 978-4-575-85241-7
  2. 2019年6月12日発売[31]、ISBN 978-4-575-85319-3
  3. 2020年1月10日発売[32]、ISBN 978-4-575-85402-2
  4. 2020年9月12日発売[33]、ISBN 978-4-575-85489-3
  5. 2021年4月12日発売[34]、ISBN 978-4-575-85565-4
  6. 2021年11月11日発売[35]、ISBN 978-4-575-85654-5
  7. 2022年6月9日発売[36]、ISBN 978-4-575-85726-9
  8. 2022年12月12日発売[37]、ISBN 978-4-575-85787-0
  9. 2023年6月12日発売[38]、ISBN 978-4-575-85851-8
  10. 2023年12月12日発売[4]、ISBN 978-4-575-85916-4
  11. 2024年7月25日発売[39]、ISBN 978-4-575-85991-1
  12. 2025年3月13日発売[40]、ISBN 978-4-575-86068-9